# Manuel Arriarán
Manuel Elario Arriarán Barros (18 de febrero de 1845 - 15 de septiembre de 1907) fue un filántropo chileno.
Fue uno de los 4 hijos de Rafael Arriarán y María del Carmen Barros.
En 1871, durante una epidemia de viruela, fue administrador de un lazareto. Desde 1880 a 1906 fue director del Cementerio General de Santiago.
Manuel Arriarán falleció en 1907 a los 62 años de edad.

## Obras y donaciones filantrópicas
Gestionó la creación del primer Hospital de Niños del país situado en Santiago.
En su testamento destinó la suma de 400.000 pesos para la construcción de un hospital en el área sur de Santiago. Su albacea, su hermana Carmen Arriarán entregó dicha suma a la Junta de Beneficencia de Santiago en 1911, dándose inicio la construcción del Hospital de niños "Manuel Arriarán". Actualmente este hospital es el San Borja Arriarán.
Antes de su muerte, Manuel Arriarán Barros había viajado a Turín para hablar con Juan Bosco para que enviara misioneros salesianos para atender la Casa del Huérfano. Los salesianos de Roma, conservan 3 cartas del filántropo chileno dirigidas al santo. En la primera carta le pide la posibilidad de enviar misioneros salesianos para atender una obra en Santiago incluyendo la creación de una escuelas de artes y oficios, pero se cree que esto no sucedió. En consecuencia de ello, doña Carmen Arriarán Barros, quien era cooperadora de la congregación, donó recursos en 1929 para la construcción de una escuela para niños de mediana condición. La escuela fue ubicada en el paradero 22 de la Gran Avenida J. M. Carrera en La Cisterna y la congregración agradece el acto de la familia en el año 1943, nombrando al establecimiento como Liceo Salesiano Manuel Arriarán Barros.

## Instituciones con su nombre
- 1911, Hospital de niños Manuel Arriarán[15]
- 1991, Fundación Manuel Arriarán[16][17]
- 1943, Liceo Manuel Arriarán Barros[12]